# Hjälmsjön, Skåne
Hjälmsjön är en sjö i Örkelljunga kommun i Skåne och ingår i Rönne ås huvudavrinningsområde. Sjön är 10 meter djup, har en yta på 1,16 kvadratkilometer och är belägen 76 meter över havet. Sjön avvattnas av vattendraget Pinnån. Vid provfiske har bland annat abborre, braxen, gädda och gös fångats i sjön.

## Delavrinningsområde
Hjälmsjön ingår i det delavrinningsområde (624219-134519) som SMHI kallar för Utloppet av Hjälmsjön. Medelhöjden är 103 meter över havet och ytan är 12,16 kvadratkilometer. Räknas de 2 avrinningsområdena uppströms in blir den ackumulerade arean 93,11 kvadratkilometer. Pinnån som avvattnar avrinningsområdet har biflödesordning 2, vilket innebär att vattnet flödar genom totalt 2 vattendrag innan det når havet efter 49 kilometer. Avrinningsområdet består mestadels av skog (50 procent) och öppen mark (20 procent). Avrinningsområdet har 1,16 kvadratkilometer vattenytor vilket ger det en sjöprocent på 9,5 procent. Bebyggelsen i området täcker en yta av 0,59 kvadratkilometer eller 5 procent av avrinningsområdet.

## Fisk
Vid provfiske har följande fisk fångats i sjön:
- Abborre
- Braxen
- Gädda
- Gös
- Mört
- Sarv